# كأس اليونان 1979–80
كأس اليونان 1979–80 (باليونانية: Κύπελλο Ελλάδος ποδοσφαίρου ανδρών 1979-80)‏ هو الموسم 38 من كأس اليونان. أشرف على تنظيمه الاتحاد الإغريقي لكرة القدم، وكان عدد الأندية المشاركة فيه 58، وفاز فيه Kastoria 1980 F.C. ‏.